# 1995 a vasúti közlekedésben
Ez a szócikk a 1995-ben történt vasúti eseményeket mutatja be.

## Események a világban
- Augusztus 10-én egy szintbeli kereszteződésben ütközött a Párizsból Brestbe tartó TGV.